# Pierre Piron
Pierre Arnould Charles François Piron, ook Piron-Vanderton, (Brussel, 9 januari 1822 - 25 juli 1884) was een Belgisch senator.

## Levensloop
Piron was een zoon van apotheker Charles Piron en van Marie-Marguerite Lecat. Hij trouwde met Marie-Elisabeth Vanderton.
Hij studeerde rechten aan de ULB, en het is mogelijk maar niet zeker dat hij advocaat werd.
Hij werd verkozen tot provincieraadslid in 1860 van 1865 tot 1880 was hij bestendig afgevaardigde van de provincie Brabant.
In 1880 werd hij verkozen tot liberaal senator voor het arrondissement Brussel en vervulde dit mandaat tot aan zijn dood.
Hij was verder ook:
- medestichter van de Normaalschool voor Tekenkunsten in Sint-Joost-ten-Node (1861),
- lid van de Vaste Commissie voor de verenigingen van onderlinge bijstand (1863-1884),
- lid van de Raad voor de vervolmaking in het onderwijs van de tekenkunsten (1867-1874),
- bestuurder van het Industriemuseum (1868-1884),
- lid van de toezichtsraad van het Koninklijk Muziekconservatorium in Brussel (1869-1884),
- penningmeester-bestuurder van de Beroepsschool voor meisjes in Brussel (1883-1884).